# Fritzi Massary

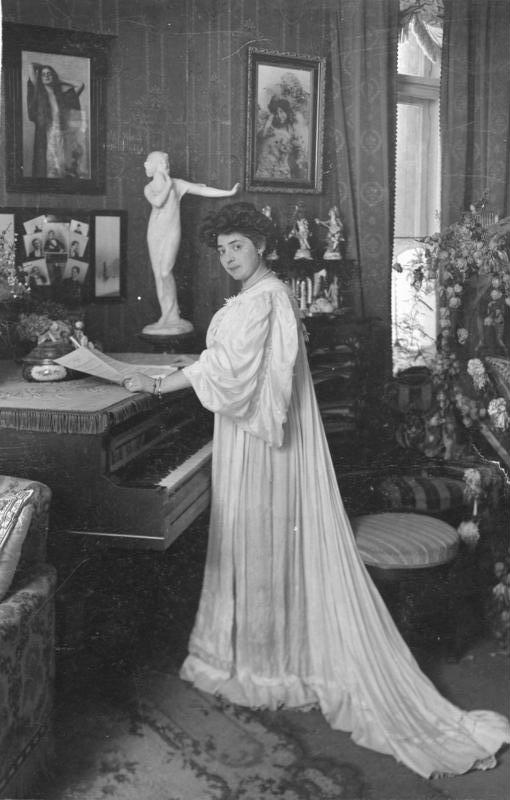
Fritzi Massary, 1914

Fritzi Massary, egentligen Friederika Massaryk, född 21 mars 1882 i Wien, död 30 januari 1969 i Los Angeles, var en österrikisk sångare och skådespelare.
Massary var äldsta dotter av en judisk köpman. Hon fick som barn undervisning i pianospel och sång. Som körmedlem vid Carltheater i hemstaden deltog hon vid en turné till Ryssland. Efter misslyckade försök att få längre engagemang i Hamburg och Stuttgart återvände Massary till Wien. Som soloartist vid Pratern tog hennes karriär fart. Hon hade olika älskare och fick en dotter.
Året 1905 blev hon inbjuden till teater Metropol i Berlin som var känd för sina operetter och revyer. Showerna blev stora framgångar och för välbärgade turister var besöket av en föreställning med "Die Massary" en viktig programpunkt. Under första världskriget blir hon bekant med Max Pallenberg och paret gifter sig 1917. Bredvid anställningen vid Metropol gick hon på turné till liknande teatrar och hon hade ett uppträdande vid Festspelen i Salzburg.
Efter nazisternas maktövertagande saboterades hennes shower av Schutzstaffel. Hon emigrerade till Schweiz. Efter makens död i en flygplansolycka drabbades Massary av depressioner. Hon gjorde 1938 i England ett försök till anknytning till de gamla framgångarna vad som mottogs med respekt.
Året 1939 flyttade Massary till USA där hennes dotter var bosatt. Hon levde fram till döden i Beverly Hills.